# Sauris melanosterna
Sauris melanosterna är en fjärilsart som beskrevs av John S. Dugdale 1980. Sauris melanosterna ingår i släktet Sauris och familjen mätare. Inga underarter finns listade.